# 지가 베르토프 집단
지가 베르토프 집단(Groupe Dziga Vertov)은 1968년부터 1972년까지 있었던 프랑스의 영화가 집단이다. 누벨 바그의 중심적인 감독이었던 장뤼크 고다르가 이 집단을 통해 익명으로 여러 편의 정치적 영화를 만들었다.
브레히트적인 형식, 마르크스주의 이데올로기등이 특징적이다. 지가 베르토프 집단이라는 이름은 1920년대-30년대의 소비에트 연방 영화감독인 지가 베르토프에서 따온 것이다.